# Trentepohlia jacobi
Trentepohlia jacobi är en tvåvingeart som beskrevs av Alexander 1934. Trentepohlia jacobi ingår i släktet Trentepohlia och familjen småharkrankar. Inga underarter finns listade i Catalogue of Life.